# Повстання Сирима Датова
Повста́ння Сирима Датова — збройний виступ казахів Молодшого жузу у 1783–1800 роках під проводом Сирима Датова проти російської колоніальної влади і підконтрольних їй ханів.

## Причини повстання, рушійні сили
Хоча переважна більшість Молодшого жузу на початок 1770-х років була приєднана до Російської імперії, протести казахських селян проти аграрної загарбницької політики царату тривали, приймаючи різноманітні форми. Активна участь казахів Молодшого і Середнього жузів у селянській війні 1773—1775 років, ослаблення ханської влади, розширення опозиційних настроїв серед чингізидськой верхівки казахських феодалів щодо військово-колоніальних устремлінь царату сильно стривожили Петербурзький двір.
Це спонукало царизм здійснити ряд адміністративно-колоніальних нововведень для закріплення приєднаних до Росії територій: Оренбурзьку губернію було скасовано; землі, розташовані поблизу російських кордонів, зокрема деякі суміжні райони Молодшого, Середнього жузів, підпорядковувалися Уфимському намісництву. Здійснення політики царської Росії у Молодшому жузі покладалося на Оренбурзьку адміністрацію. Майже такі ж функції виконувалися Прикордонною комісією. Усе це дозволяло російським поміщикам і Уральському козачому війську продовжувати насильницьке захоплення родючих земель у кочового населення, посилюючи політичний тиск на нього. Старі непорозуміння між казахами і козачим військом розгорілися з новою силою. Через джут 1782-1783 років місцеві жителі вже втратили багато худоби, що змусило казахів просунутися до межі розташування козацьких військ. Це викликало швидку і негативну реакцію козачого населення. Усе це значно загострило політичну ситуації у Молодшому жузі, посиливши напруженість у відносинах казахів і козаків.

## Початок повстання
1778 року, під час однієї зі збройних сутичок із багатьма козацькими загонами, загинули діти Датова. Проте, враховуючи несприятливість обстановки, Сирим вважав передчасною відкриту конфронтацію з царським урядом, вважаючи, що домогтися припинення витіснення казахів із місця їх кочування можна силою переконання.
Відкрита боротьба Датова з царатом починається восени 1783 року. Під час однієї із сутичок із багатьма козацькими загонами батир потрапив у полон до козаків, звідки його було звільнено навесні 1784 року завдяки заступництву його зятя хана Нурали. Навесні й улітку Сирим Датов, об'їжджаючи казахські аули, займався організацією великих збройних загонів.
Перше велике зіткнення Сирима з багатьма козацькими загонами відбулося у червні 1784 року. Основні сили повсталих розташовувалися тоді на Верхньому Яїку і поблизу Орського укріплення. Загони під керівництвом старшин Барака, Тленши, Оразбая, султана Жанторе зосереджувалися поблизу Ілеку. Було визнано верховенство Сирима Датова як загального керівника руху. У Молодшому жузі готові були підтримати повстання. Розосередження загонів повстанців ускладнювало дії каральних сил через нечисленність регулярних частин, розквартированих південніше Оренбургу. У листопаді 1784 року під прапором Сирима Датова боролися понад тисячу сарбазів, які представляли серйозну загрозу політичним інтересам царату в молодшому жузі і змушували козацьке військо вживати надзвичайних заходів для «приборкання киргизьких ряжок».
Проте ворожа позиція хана Нурали щодо визвольного руху розколола феодальну верхівку на два протилежних табори. Ця обставина стала причиною охолодження Сирима до Нурали і ханського двору. Надалі їхні стосунки зовсім припинилися.
У листопаді 1784 року, коли основні загони Датова розташовувалися у районі річки Сагиз, щоб зробити напад, хан Нурали, остерігаючись гніву повстанців, перейшов зі своїми підданими до Уральської козацької лінії. Загроза нападу, яка нависла над багатьма козацькими пікетами, ускладнення взаємовідносин Сирима з Нурали і дала привід урядові вести повномасштабну боротьбу з повстанцями.
Нездатні вести воєнні дії проти розділених на дрібні загони повсталих, каральні війська нападали на мирні казахські аули, розорюючи цілі родові підрозділи, захоплюючи людей у полон, женучи худобу. Пам'ятаючи уроки пугачовської війни, царська влада намагалися рішучими діями розгромити повстанців, для чого виділила значні сили: під начальством генерал-майора Смірнова в степ виступив об'єднаний каральний загін у складі 237 оренбурзьких козаків і 2432 чоловік у складі башкирської кавалерії з кількома гарматами. Проте лютневі морози, сильний снігопад не дозволили цим силам наблизитися до району перебування основних сил Сирима Датова. Відірваний від головних баз постачання фуражем і продуктами харчування, розташованих на Уральській військовій лінії, каральний загін П. Лазаренка втратив мобільність та, не зустрівшись із повстанцями, змушений був повернутися назад, розоривши кілька мирних аулів і захопивши в полон їх жителів.
З весни 1785 року Сирим Датов активізуваав свої дії, спираючись на казахів Байбактинського, Табинського, Тамського родів. Ватажок повстання прагнув розширити масштаби визвольних змагань, що, природно, викликало реакцію царської адміністрації, яка намагалася швидко ліквідувати основні осередки повстання. 15 березня 1785 року каральний загін у складі 1250 збройних козаків під керівництвом старшин Колпакова і Пономарьова виступив у похід. Глава військової колегії князь Потьомкін наказав новому загону витіснити «киргиз-кайсацьких розбійників» до річки Емба, позбавивши їх підтримки аулів. На той час чисельність повсталих, які об'єдналися під прапорами Сирима Датова, в Молодшому жузі досягла тисячі людей. Щоб утруднити переслідування повстанців каральними силами, Сирим перекочував до пустельних районів, звичних для казахів-кочовиків. Незабаром з'ясувалося, що каральні загони, прибулі з берегів повноводного Уралу, неспроможні довго перебувати в несприятливих кліматичних умовах. Козача військова група Колпакова, змінивши початковий маршрут, раптово натрапила на роди Бериш і Адай, налаштувавши значну частину мирних аулів проти себе. Навесні 1785 року, скориставшись підготовкою казахів до літньої кочівлі, царські каральні загони вчергове вдерлися до степу. Козацьке з'єднання з 405 людей під керівництвом прем'єр-майора Назарова зробило напад на казахів роду Табин. У той самий час одна з груп повстанців обклала фортецю Цукрову. Проте, будучи неспроможним протистояти фортечній артилерії, загін відступив. Син султана Айшуака Атак, що був серед повстанців, загинув, а сам султан Айшуак був захоллений Назаровим і запроторений до Уральської в'язниці. Дії каральних сил проти родичів Нурали-хана викликали вибух невдоволення серед найзатятіших прибічників хана Молодшого жузу й утруднили можливість взаємодія козацьких загонів й підрозділів, сформованих зусиллями найближчих родичів ханського дому.

## Внутрішня боротьба у Молодшому жузі, перебіг повстання
До весни 1785 року основні сили повстанців було задіяно в боротьбі проти козацьких загонів, розташованих уздовж Уральської лінії. Внутрішнім противникам повстання Сирим Датов не надавав особливого значення. Підтримка ханом Нурали урядової політики викликала розкол серед вищої феодальної верхівки. Надалі Нурали-хан та його оточення відкрито сприяли козачим каральним загонам. У разі посилення політичної конфронтації між прибічниками та противниками повстання Сирим Датов дійшов висновку про необхідність усунення Нурали з ханського престолу. У своїх намаганнях він був не самотній, оскільки значна частина феодального прошарку гідно оцінювала особистий авторитет і вплив Сирима Датова, знаючи його популярність як організатора повстання, славного батира, відомого далеко поза межами Молодшого жузу. До того ж Датов, зумівши створити великі боївки, мав вигляд в очах ханської опозиції єдиного лідера, здатного очолити боротьбу і проти урядових сил, і проти Нурали-хана, дискредитованого в очах народу як головного посібника царату у реалізації політики захоплення казахських земель. Одним із проявів послаблення особистої влади Нурали-хана й подальшого зростання впливу Сирима став масовий заколот родів Шекти, Серкеш, Таз, Табин, що були опорою ханського двору.
Намісник Сибірського, Уфимського й Оренбурзького країв барон Ігельстром, вивчив казахське суспільство, уважно спостерігав за перебігом подій. Він розумів, що основні суперечності та політичне протиборство зумовлені колонізацією земельних наділів казахських родів. Бачачи двоїсту позицію Нурали, його незначний вплив на казахське населення, барон поступово відходив від позицій підтримки хана й волів вести вичікувальну політику, оскільки переконався у широкій підтримці масами Сирима Датова.
У разі загострення внутрішньої політичної боротьби влітку 1785 року з'їзд старшин ухвалив рішення про усунення Нурали від ханської влади. Восени цього ж року збори биїв Молодшого жузу, підтримавши рішення старшин, ухвалили усунути Нурали від влади та не допустити його кровних родичів на ханський престол. Серед впливових биїв, старшин, що виступили проти Нурали, були представники близько двадцяти великих родів Молодшого жузу. Позбавлений підтримки, Нурали навесні 1786 з малою групою своїх прибічників втік під прикриттям російського уряду до Уральської козацької лінії. Засланий до Уфи, він помер 1790 року.
Складним становищем у жузі скористався царизм, щоб ліквідувати ханську владу й увести нову судову систему управління, що була підготовлена, запропонована уряду й уведена бароном Ігельстромом. очільник Оренбурзького краю володів інформацією про розклад політичних сил і вважав назрілим питанням ліквідацію традиційної влади місцевих чингізидів. За планом Ігельстрома, усю владу в Молодшому жузі мав зосередити Прикордонний суд, куди передбачалося запровадити представників царського чиновництва й органів місцевої феодальної аристократії. Прикордонний суд, своєю чергою, входив у безпосереднє підпорядкування генерал-губернатору. Аульну гілку нової адміністрації мало бути передано у керування Прикордонного суду. На думку фундаторів, цими нововведеннями можна було тримати «неспокійних киргизів» у покорі. Катерина ІІ затвердила проект реформ Ігельстрома.
Після усунення Нурали щодо подальшого розвитку Молодшого жузу у великих казахських феодалів не було єдиної думки. Не було єдиної позиції й із приводу ухвалення реформи російського уряду. План же Сирима Датова, вплив якого ще більше зріс після позбавлення Нурали ханської влади, полягав у ліквідації єдиновладдя у великому жузі і процесу передачі влади раді найпопулярніших серед мас биїв. Частина феодалів, великих родоправителів, були проти особистої влади Нурали, проте прагнули зберегти традиційну ханську владу, дотримувалися думки про відродження народних зборів (Курултаю) як форми управління кочовою демократією, і були проти ліквідації ханської влади. Наслідком цієї боротьби стало висування на ханський престол султана Кайипа, сина султана Батира, противника нащадків Абулхаїра, старшим сином якого був хан Нурали. Сирим Датов на противагу цьому угрупованню підтримував проект реформи Ігельстрома. У цьому виявилася вся непослідовність Сирима Датова: підтримуючи урядовий проект, ватажок повстання відступив від своїх початкових позицій, хоча й був дуже далекий від підтримки царату. Проте незабаром уряд Росії сам виступив проти цієї реформи. Повалення монархії у Франції, наростання антимонархічних настроїв у Росії змусили царизм відмовитися від реформи Ігельстрома, яка розхитувала підвалини монархічної влади в одній із частин колоніальної імперії. Ті позитивні перетворення, які започатковувались у сфері освіти, торгівлі, не змогли змінити загальну колоніальну спрямованість політики царату в регіоні.

## Розширення повстання
1790-ті — новий період повстання. Приводом до поновленню повстання послужили дії козацьких загонів проти аулів, що були опорою Сирима Датова. Жорстокість козацьких частин щодо мирних скотарів викликала реакцію у серпні 1790 року: казахи роду Торткара направили члену військової колегії графу Безбородько скаргу, у якій отаман Донсков обвинувачувався в порушенні спокою у краї. Гнів казахського населення ще більше зріс по тому, як той самий отаман Донсков з загоном в 1500 штиків розорив багато мирних аулів, десятки людей було запроторено за ґрати. Новопризначений на посаду губернатора Оренбурзького краю генерал Пеутлінг по-своєму коментував укази імператриці. Попри накази від 21 жовтня і 5 листопада 1790 року утриматися від прямих військових дій щодо аулів, що не підтримували повсталих, він продовжував грабувати казахські роди, які були досить далеко від основних осередків повстання. З метою збереження мирної обстановки в аулах, Датов запропонував родам Торткара і Кердери перекочувати на схід до Мугоджарських гір.
Перед повсталими були дві альтернативи — або припинення опору царській колонізації казахських земель і перехід найбільш родючих земельних районів до рук Уральського козацтва, або ж об'єднання усіх незадоволених аграрною політикою Росії та організація рішучої боротьби як проти каральних загонів, так і проти внутрішніх поплічників царату. Батир Сирим обрав другий шлях — визвольні змагання казахського народу.
Тим часом, обрання у 1791 році ханом Молодшого жузу султана Єрали викликало загострення і так напружених взаємовідносин серед феодальної верхівки. Демонстративна неявка Сирима на вибори нового хана і невизнання нового володаря призвели до розбіжностей серед впливових феодальних груп. Перехід на бік Єрали частини старшин і биїв, що підтримували Сирима на початковому етапі повстання, змусили його розділити сили для одночасної боротьби з козацькими військами і прибічниками нового хана. Той вплив, яким користувався Сирим на початку 1790-х років серед своїх одноплемінників, надавав боротьбі масовий, визвольний характер. Сирим усвідомлював труднощі затяжної боротьби з Росією, оскільки мав у себе в тилу вороже налаштовані групи великих феодалів. Бий роду Алаш Софра, Алимулинський Муратбек-бий, Байулинський Базарбай-бий, старшини Шектинского роду Сегизбай та інші повідомляли комендантам Уральських фортець про місцезнаходження основних сил повстанців, видавали плани Сирима Датова, полегшуючи дії козаків. Датов, посилюючи тиск на козачі загони, все ж мав намір відкочувати в пустельні райони Молодшого жузу, щоб ґрунтовніше підготуватися до рішучих дій.
Пізніше цей плану виправдав себе. У цей час серед близького оточення Сирима Датова перебували син султана Айшуака Жанторе, племінники батирів Єржола і Кайсара, впливові старшини Ілекбай, Барак, Жиакас та інші. У загоні, що діяв у районі річки Уіл, безстрашністю і хоробрістю виділялися старшини Жагалбайлинського роду Тотбай і Торткари Каражан, Бармак з Табинського роду та інші. На різних етапах визвольного руху, в залежності від обставин змінювалося оточення Датова, і навіть ватажки окремих повстанських груп. Серед найвідданіших соратників Сирима Датова, що вирізнялися відданістю, послідовністю у боротьбі були батири Наркимбай, Амандик. Сирим ясно уявляв складнощі триваючої виснажливій боротьби проти регулярних військових частин, і тому намагався розширити район повстання. Він намагався змусити до виступу і суміжні райони Середнього жузу, але будівництво низки військових укріплень уздовж річок Емби і Уіла звели нанівець його зусилля. Спроба залучити до повстання казахів, що кочували в північно-східних районах Аралу зірвалася. Невдачі, які переслідували повсталих після облоги Ілецької залоги і Красногорського форпосту, змінили тактику ведення боротьби: великі сили Сирим розділив на кілька мобільних груп, укомплектованих переважно за родовою ознакою. Але і ця тактика не дала повстанцям переваг. Повстання поступово стало вщухати.
Смерть 1794 року хана Єрали, обрання новим ханом султана Єсіма, одного з синів Нурали, внесли зміни у співвідношення протиборчих сторін. Сирим Датов як найзатятіший противник повернення на ханський престол нащадків покійного Нурали, почав об'єднувати під свої прапори всіх незадоволених ханським правлінням. Джут 1796—1797 років, подальше різке погіршення становища кочовиків створювали сприятливий ґрунт для вибуху народного невдоволення. 17 березня 1797 року один із загонів Сирима Датова здійснив раптовий нічний напад на ханську ставку. Єсім-хана було вбито. Сім'я вбитого хана звернулася за допомогою до Уральського козачого війська, що стало приводом для чергового направлення в степ козацьких загонів того ж самого отамана Донскова. Восени 1797 року до сил, що переслідували повсталі аули, приєдналася ще одна озброєна група під керівництвом полковника Скворкіна. У складі об'єднаних каральних сил, крім регулярних частин, були загони старшин Алаша, Бериша, Краснова, і навіть сини та родичі вбитого хана і їхні прибічники. Інша озброєна група противників Сирима, яку очолював султан Бокей, складалася з 800 осіб. Сирим, своєчасно поінформований вірними йому людьми, разом із своїми аулами встиг перекочувати з району річки Уіл, чим зруйнував плани своїх переслідувачів. До того ж загони казахських старшин, що входили до складу козацької групи полковника Скворкіна, яка встигла заглибитися у степ, розійшлися по аулам. Отже, подальше просування регулярних частин всередину степу стало даремним.

## Причини поразки повстання та його значення
У зв'язку з смертю Єсім-хана значна група феодалів Молодшого жузу клопотала перед адміністрацією краю призначити нового правителя. Прибічники Абулхаірової гілки чингизидів схилялися до вибору призначити ханом одного з синів Нурали Каратая. Сирим Датов, до думки якого як і прислухалися багато впливових султанів і старшини, не залишався осторонь боротьби, яка походила навколо виборів нового хана. Він вимагав «обрати такого хана, який би поважав голос народу». Казахська аристократія розділилася на два протилежних табори.
В цих умовах Симбірський намісник барон Ігельстром, в чиїх руках концентрувалося все управління, бачачи явну розбіжність поглядів і думок серед місцевих феодалів, вважав за доцільне почекати з призначенням чи обранням нового хана, вирішивши зосередити кермо влади руках ханського ради. Головою нового адміністративного управління було призначений підстаркуватий султан Айшуак. У складі ради не було жодного представника ханської сім'ї Нурали. Таким шляхом Оренбурзька адміністрація плекала надію завоювати розташування Сирима Датова, від позиції якого значною мірою залежав розвиток Молодшого жузу та взаємини останнього і Росії. Але Ігельстром прорахувався. Коли ханська рада зібралася на перше засідання, досить висока група колишніх прибічників Нурали, що прагнула збереження наступності ханської династії Абулхаіра, оголосила новим ханом старшого сина Нурали султана Каратая, виконавши усі ритуали зведення нового государя на престол.
Склалася парадоксальна ситуація: феодальні групи, які підтримували нововведення барона Ігельстрома, щосили намагалися заручитися підтримкою Сирима Датова, ставлення якого до колоніальної політики царату залишалося негативним. Інша частина старшин, біїв, султанів, причетних до вибору Каратая новим ханом, ігнорувала народного батира, добачивши у його і діях ознаки проросійської орієнтації. Сирим Датов, який розпочинав свій рух як рішучий противник царату, із недовірою ставився до діяльності ханської ради без хана і розумів усю складність боротьби за умов явного розколу суспільства усередині жуза. Не володіючи реальною владою, але користуючись величезним впливом серед різних політичних груп, Сирим Датов, замість втягнути себе у безперспективну боротьбу між ворогуючими угрупованнями, перейшов із своїми аулами до Сирдар'ї і зайняв вичікувальну позицію. Обрання ж ханом нащадка Нурали об'єктивно сприяло переходу його ворогів набік ватажка повстання. Тепер у Датова з'явилася можливість здійснення впливу на ханську раду аби посилити становище родових старшин, що підтримували його від початку повстання. Посилення ж впливу Сирима в ханській раді викликало тривогу Оренбурзької адміністрації — уряд, вивчивши обстановку у регіоні, дійшов висновку доцільність відновлення ханської влади.
На пропозицію Ігельстрома на ханський престол постав султан Айшуак, голова Ханської ради, який довів свою лояльність до російської влади. Призначення ханом найстаршого з казахської аристократії султана більшість місцевих чингизидів зустріли з тріумфом. Противники султана Каратая були особливо задоволені рішенням російської влади. Але з цього питання намітився розкол серед найближчого оточення Сирима Датова. 1797 року, ухиляючись від численних нападів на повсталих прибічників Каратая, Сирим пішов із своїми наближеними в Хівинські кордони. 1802 року організатор великого народного повстання з невідомих причин помер.
Поразка першого великого повстання у Казахстані, спрямованого проти колоніальної земельної політики Російської імперії, мало різні причини. Основні з яких є такі:
- розбіжності серед старшин Молодшого жузу;
- різнорідність вимог основний рушійної сили повсталих рядових кочовиків;
- залежність лідера повстання від політичних обставин;
- слабка організація повстанських загонів і переважання родового принципу у їх формуванні;
- відсутність єдності серед феодальних груп з організації боротьби;
- міжродові протиріччя, що особливо посилилися після проведення ханського ради.

Повстання мало велике історичне значення: воно стало найбільшим антиколоніальним виступом (після башкирського повстання) на південно-східній околиці імперії. Воно підтвердило, що головною метою устремлінь Росії у регіон є колонізація земель. Після поразки повстання боротьба казахських шаруа за повернення відібраних Уральским козацтвом земель не вщухала. Рішення уряду від 11 березня 1801 року, відповідно до яких казахам дозволялося переходити на правий берег Уралу для кочування, слід розглядати як наслідок повстання 1783—1797 років та як вплив виступів казахів, що тривали й після поразки повстання.
Повстання 1783—1797 рр. було великим виступом казахських шаруа, спрямованим проти феодального і колоніального гноблення, яке підірвало основи ханської влади у Молодшому жузі, і що врешті-решт що наблизило її остаточну ліквідацію.